# Martin Skov
Martin Skov Petersen (født 5. november 1981) er en dansk fodboldspiller (tidligere professionel), hvor hans primære position på banen er som angriber. Hans nuværende klub er serieklubben Kastrup Boldklub, hvor han træner på deltid som amatør.
Han startede oprindeligt med at spille fodbold som fireårig i barndomsklubben Kastrup Boldklub. Han skiftede sidenhen til Fremad Amager som senior. Han har været i Fremad Amager af to omgange, og således ligger hans debut for klubben tilbage til den 17. marts 2002 mod Næstved Boldklub. Efter første omgang skiftede han til serieklubben Amager United og blev klubbens suveræne topscorer. Han blev herefter hentet tilbage til Fremad Amager af tidligere cheftræner Benny Johansen den 11. september 2005, da Fremad Amager daværende topscorer Henrik Toft skiftede til Vejle Boldklub. Hos Amager United var han med sine høje scoringsprocent medvirkende til at klubben vandt Københavnsserien og efterfølgende kunne fejre deres anden oprykning siden starten på overbygningen mellem Tårnby Boldklub og Kastrup Boldklub.
Den 6. marts 2007 valgte Martin Skov imidlertid selv at stoppe som fodboldspiller på eliteplan og returnere til sin barndomsklub som amatørspiller. Kontrakten med Fremad Amager blev afbrudt 10 måneder før udløb grundet hans ønsker om at videreuddanne sig indenfor VVS-branchen.

## Spillerkarriere
- 198x-2001: Kastrup Boldklub
- 2002-2002: Boldklubben Fremad Amager, 20 kampe og 3 mål, 2. division og 1. division
- 2003-2005: Amager United, 70 kampe og 82 mål, Københavnsserien, Kvalifikationsrækken og Danmarksserien
- 2005-2007: Boldklubben Fremad Amager, 33 kampe og 13 mål, 1. division
- 2007-: Kastrup Boldklub, 0 kampe og 0 mål, Serie 1 [1]
- 2007: Amager United (udlånt fra Kastrup Boldklub), 1 kamp og 0 mål, Danmarksserien[2]